# Blaskó Gábor
Blaskó Gábor (Szombathely, 1950. március 8. –) Széchenyi-díjas magyar vegyészmérnök, gyógyszerkutató, a Magyar Tudományos Akadémia rendes tagja. A természetes heterociklusos vegyületek (úgynevezett alkaloidok), illetve gyógyszerjelölt-molekulák kutatásának neves tudósa. 1989 és 2007 között az Egis Gyógyszergyár Rt. kutatási igazgatója. 2007-ben a francia gyógyszeripari vállalat, a Servier magyarországi kutatóintézetének igazgatója lett.

## Életpályája
1968-ban érettségizett a kazincbarcikai Irinyi János Vegyipari  Technikumban, majd felvették a Budapesti Műszaki Egyetem Vegyészmérnöki Karára. Itt szerzett mérnökdiplomát 1973-ban. Ennek megszerzése után az egyetem szerves kémiai tanszékének tudományos segédmunkatársa volt, munkáját a Chinoin, illetve később az MTA Központi Kémiai Kutatóintézet állományában végezte. 1980–1981-ben a Pennsylvaniai Állami Egyetem kutatóprofesszora volt, majd hazatérése után az MTA Központi Kémiai Kutatóintézet tudományos főmunkatársa lett. Itt öt évet töltött el, majd a chicagói Illinois Egyetemhez került, ahol három évig volt vendégprofesszor. 1989-ben az Egis Gyógyszergyár Rt. kutatási igazgatójává nevezték ki, részlegét tizennyolc évig vezette. 2007-ben a Servier francia gyógyszeripari vállalat magyarországi kutatóintézetének (Research Institute of Medicinal Chemistry) igazgatójává nevezték ki. 1990-ben a Budapesti Műszaki Egyetemen címzetes egyetemi tanárrá avatták.
1980-ban védte meg a kémiai tudományok kandidátusi, 1984-ben akadémiai doktori értekezését. Az MTA Gyógyszerész-tudományi Komplex Bizottságának, a Szerves és Biomolekuláris Kémiai Bizottságnak, a Gyógyszerkutatási és Farmakoterápiás Munkabizottságnak és a Kémia Doktori Tudományos Bizottságnak lett tagja. 2001-ben megválasztották a Magyar Tudományos Akadémia levelező, 2007-ben pedig rendes tagjává. Közben az Akadémiai Kutatóhelyek Tanácsa tagja, a Szerves és Biomolekuláris Kémiai Bizottság titkára és a Kémia Doktori Tudományos Bizottság elnöke lett. Akadémiai tisztségein kívül a Magyar Kémikusok Egyesülete tagja és 1999-től a Magyar Innovációs Szövetség elnökségi tagja.

## Munkássága
Fő kutatási területe a természetes heterociklusos vegyületek (úgynevezett alkaloidok), illetve gyógyszerjelölt-molekulák kutatása.
Az alkaloidkutatás területén a szerkezetigazolás, a szintézis és a szerkezet-biológiai hatása közötti összefüggéseit vizsgálja, ezzel kapcsolatosan olyan molekulákat kutat és fejleszt, amelyeket később gyógyszerekben használhatnak fel. Nevéhez fűződik több új alkaloid és természetes, oxigéntartalmú heterociklusos anyag izolálása és szerkezetének felderítése. Ilyen többek között a lahorin, a lahoramin, a taxilamin, az alternanthin és az epihenryine. A 2000-es években lehetséges gyógyszermolekulák alapszerkezeteit kutatta, ezalatt több új heterociklusos farmakofórt sikerült előállítania. Az EGIS-nél új gyógyszerek kifejlesztéséért és törzskönyvezéséért volt felelős, ezalatt a cég több mint százhúsz új gyógyszert törzskönyveztetett.
Több mint száztíz tudományos publikáció szerzője vagy társszerzője, ebből közel tíz könyvfejezet. Negyvenhét nemzetközi szabadalmat jegyeztetett be. Munkáit magyar és angol nyelven adja közre.

## Díjai, elismerései
- MTA Kiváló Kutató (1976, 1983, 1986)
- Zemplén Géza-díj (1983)
- Széchenyi-díj (2007)
- Gábor Dénes-díj (2009)
- A Magyar Érdemrend középkeresztje (2015)
- Prima díj (2017)

## Főbb publikációi
- Synthesis of Yohimbines I–V. (társszerző, 1973–1986)
- Studies Aiming at the Synthesis of Morphine I–II. (társszerző, 1980)
- The Phthalideisoquinoline Alkaloids (társszerző, 1982)
- Corynantheine, Yohimbine and Related Alkaloids (társszerző, 1986)
- Diterpenes of Salvia-Prionitis (társszerző, 1989)
- Trequisin and Analogues (1989)
- Natural Occurence and Biosynthesis of Catharanthus Alkaloids (társszerző, 1990)
- A Practical Route to Epibatidine (társszerző, 1994)
- A Practical Enantioselective Synthesis of Epibatidine (társszerző, 1996)
- Számítógéppel támogatott gyógyszertervezés (társszerző, 2002)
- A gyógyszerfejlesztés folyamata a kutatástól a regisztrációig (2006)
- Tizenhét év az EGIS Gyógyszergyár kutatás-fejlesztésének az élén.  Székfoglaló előadások a Magyar Tudományos Akadémián (2013)